# SUSIE LOVE
SUSIE LOVE（スージーラブ）は、日本のJ-POP音楽ユニット。2010年結成。ライブ活動を中心に活動中。

## メンバー
- SUSIE （Vocal） 作詞
- NICKY （Guitar） 作曲、サウンドプロデュース

元メンバー
- CHRRLEE （Drums） 2014年12月31日脱退

## 略歴
- 2010年、SUSIE（Vo）、NICKY（G）、CHRRLEE（Dr）により結成。
- 2012年、1stシングル「春風が吹くころ」をリリース。
- 2013年、ラジオ「TOKYO→NIIGATA MUSIC CONVOY(WED.)」レギュラー（出演：SUSIE LOVE）、開始。
- 2014年12月31日をもってCHRRLEE（Dr）が脱退。
- 2015年1月19日、スジキャス（ツイキャス配信）を開始。
- 2015年4月からラジオ「TOKYO→NIIGATA MUSIC CONVOY〜SATURDAY SPECIAL〜」土曜日毎月1回レギュラー（出演：SUSIE（Vo））、開始。9月、同番組レギュラー終了。
- 2016年3月22日、所属事務所から離れ裸一貫2人で活動していくことを発表[1]。

現在、ライブを中心に活動中。

## ディスコグラフィ

### シングル
- 春風が吹くころ（2012年3月20日　SMC Records） 1stシングル

1. 春風が吹くころ
2. レインリリー
3. ジュリエット
4. ひまわり

- Fly to the Rainbow（2013年　ライブ会場限定CD、及び、配信）
- 夏の足跡（2013年　ライブ会場限定CD、及び、配信）
- HAPPY SNOW DAYS（2014年　配信）
- サクラ、舞ウ（2014年　配信）
- SUNNY GIRL（2014年　配信）
- SUSIE LOVEのうた（2015年5月　ライブ会場限定） デモCD　歌詞＆振り付け解説付き
- NEW MELODY -1chorus version- （2015年10月22日会場配布）
- ぼくスジえもん （2015年11月13日会場配布）
- TIME AFTER TIME （2015年12月8日会場配布）
- ミルクティー （2016年1月25日～2月1日、無料配信） SUSIE LOVEから一足遅いお年玉&一足早いバレンタインプレゼント
- Yellow Shiny Day -1chorus version-  （2016年3月10日会場配布）

### アルバム
- きゅんデモ（2015年9月 ライブ会場限定 定価1,000円[2]） デモCD　6曲入り

1. Prologue
2. ラベンダーに揺れながら
3. あいじるし
4. 秋時雨
5. 夢を持たない人へ
6. Kiss Me Kiss Me
7. おまけ

## 出演

### ネット配信
- スジキャス[3] （ツイキャス配信） 毎週月曜日22時から放送（変更の場合あり、SUSIEのTwitterで告知）

2015年1月19日第1回～（毎週生放送配信）
出演：SUSIE LOVE
※2015年7月27日第24回からはSUSIE（Vo）のTwitterアカウントで配信。

### ラジオ
過去のレギュラー
- TOKYO→NIIGATA MUSIC CONVOY(WED.)（FM PORT -79.0MHz- 新潟県民エフエム放送）

毎週水曜20:00～22:00 （2013年10月～2015年3月）
ナビゲーター：SUSIE LOVE
- TOKYO→NIIGATA MUSIC CONVOY〜SATURDAY SPECIAL〜（FM PORT -79.0MHz- 新潟県民エフエム放送）

土曜18:00～21:00 （2015年4月～9月） 週替わり月1回出演
ナビゲーター：SUSIE （SUSIE LOVE）

## ミュージック・ビデオ
YouTubeで公式公開
- 春風が吹くころ
  - 春風が吹くころ （撮影、編集はすべてiPhone）
  - 春風が吹くころ フルヴァージョン
- ジュリエット
- ひまわり (Acoustic Ver.)
- Fly to the Rainbow (Short Ver.)
- 夏の足跡
- HAPPY SNOW DAY (Short Ver.)
- サクラ、舞ウ (Short Ver.)
- SUSIE LOVEのうた
  - SUSIE LOVEのうた 振り付け 正面
  - SUSIE LOVEのうた 振り付け 鏡